# 璈珀
璈珀（英語：55 Conduit Road）是由新世界發展及華人置業合作發展的單幢式分層豪宅，位於香港香港島中西區西半山干德道55號，與干德道53號「Cluny Park」相連。共提供35伙大宅。

## 簡介
樓盤依山而建，正南及西南座向單位主要外望寶珊道山樓景，向北部份單位可享維港景外及遠眺昂船洲大橋及青馬大橋。周邊環境憂越，周圍有很多樹木提供新鮮空氣，同時能享有自然的生態環境。